# Prosena siberita
Prosena siberita là một loài ruồi trong họ Tachinidae.